# Ein starkes Team: Blutsbande
Blutsbande ist ein deutscher Fernsehfilm von Johannes Grieser aus dem Jahr 2003. Es handelt sich um die 25. Folge der Krimiserie Ein starkes Team mit Maja Maranow und Florian Martens in den Hauptrollen.

## Handlung
Der gewaltsame Tod des Studenten Oliver Dahl führen Kriminalhauptkommissar Otto Garber und seine Kollegin Verena Berthold in eine für sie fremde Welt der „Berliner Burschenschaft Creszencia“. Da der junge Mann mit einem Degen erstochen wurde, kommt ein Täter aus diesem Kreis in Betracht. Die Ermittler hoffen, mit dem direkten Tatort auch den Mörder zu finden. Es beginnt eine akribische Suche nach Blutspuren, die bei der Tötung entstanden sein müssen, doch im Haus der Burschenschafter ist zunächst nichts Passendes zu finden. Erst nach tagelangen DNA-Analysen wird eine Zuordnung möglich.
Otto erhofft sich Informationen von Fuchs Heiko Zander, der von seinen Bundesbrüdern extrem erniedrigt wird, was ihn sogar bis zu einem Selbstmordversuch treibt. Verena verfolgt eine Spur zur rechten Szene, zu der einer der Burschenschafter Kontakt hat. Dabei geht der Polizei ein gesuchter Brandstifter und Mörder ins Netz, der jedoch nichts mit dem Tod des Studenten zu tun hat. Weitere Ermittlungen bringen die Erkenntnis, dass der Burschenschafter Helmut von Calenberg der Täter ist. Das Opfer hatte herausgefunden, dass Calenberg bei seiner Diplomarbeit Urheberrechtsverletzungen begangen hatte, was für diesen existenzgefährdend war und auch den Ausschluss aus der Burschenschaft bedeutet hätte, wenn jemand davon erfahren würde.

## Hintergrund
Blutsbande wurde in Berlin gedreht und am 26. April 2003 um 20:15 Uhr im ZDF erstausgestrahlt.
Sputnik, dessen Rolle als Geschäftsmann in der Serie als ein Running Gag angelegt ist, hat in dieser Folge aus seiner Gaststätte eine südamerikanische Rumbabar gemacht.
Die Hintergrundgeschichte des Films weist starke Analogien zu der Tatort-Episode Quartett in Leipzig auf.

## Kritik
Die Kritiker der Fernsehzeitschrift TV Spielfilm vergeben die beste Wertung (Daumen nach oben) und werten anerkennend: „Touché: treffsicher inszenierte Milieustudie.“